# Benjamin Fain
Pour les articles homonymes, voir Fain.
Benjamin Fain (en russe : Вениамин Моисеевич Файн, en hébreu: בינימין פיין), né le 17 février 1930 à Kiev (RSS d'Ukraine) et mort le 15 avril 2013 à Pardes Hanna-Karkur en Israël, est un physicien israélien d'origine soviétique.

## Biographie
Né dans une famille juive, fils d'un mathématicien, il poursuit sa scolarité secondaire à Douchanbé, où sa famille est réfugiée après la Seconde Guerre mondiale, puis commence des études à l'Institut de l'énergie de Moscou. En 1950, il obtient son transfert à l'université de Gorki, où il étudie sous la direction de Vitaly Ginzburg.
Il commence à enseigner à l'université de Gorki en 1965, puis déménage à Moscou en 1966, où il entre à l'Institut de la physique des états solides de Tchernogolovka.
À partir de 1972, il s'engage dans un mouvement sioniste et demande un visa pour Israël en 1974. Ce visa lui est refusé. Après plusieurs arrestations et interrogatoires et une grève de la faim, il obtient son visa en 1977.
En Israël, il poursuit sa lutte pour l'amélioration de la vie des juifs d'Union soviétique, tout en continuant son travail de recherche à l'université de Tel Aviv sur l'optique quantique, les lasers et la matière condensée.
À partir de 1988, il publie plusieurs livres où il confronte la philosophie des sciences et le judaïsme. 